# Montserrat Pérez Iborra
Montserrat Pérez Iborra (Barcelona, 6 de desembre de 1906 — Barcelona, 12 de desembre de 1981) fou una empresària i pedagoga catalana.

## Biografia
Va estudiar el batxillerat de ciències, tot i que en aquell temps era estrany que una noia cursés aquests estudis. Acabat el batxillerat, es va matricular de Ciències Físiques. Va ser la primera dona a llicenciar-se a Facultat de Ciències de la Universitat de Barcelona el 1931. Tres anys després, Pompeu Fabra, president del Patronat de la UB, la nomenaria professora ajudant interina d'aquesta Universitat. També donava classes al Liceu Garcigoy i a l'Institut Balmes.
Es va casar amb Domènech Casas Bertran, amb qui va tenir quatre criatures: M. Mercè, Gabriel, Montserrat i Raimon. L'any 1936, la Montserrat passava l'estiu amb la seva família a Premià de Mar quan va esclatar la guerra. Llavors va començar a fer classes a un grup de nois i noies, la família dels quals no volia que deixessin d'estudiar.

## Les Escoles

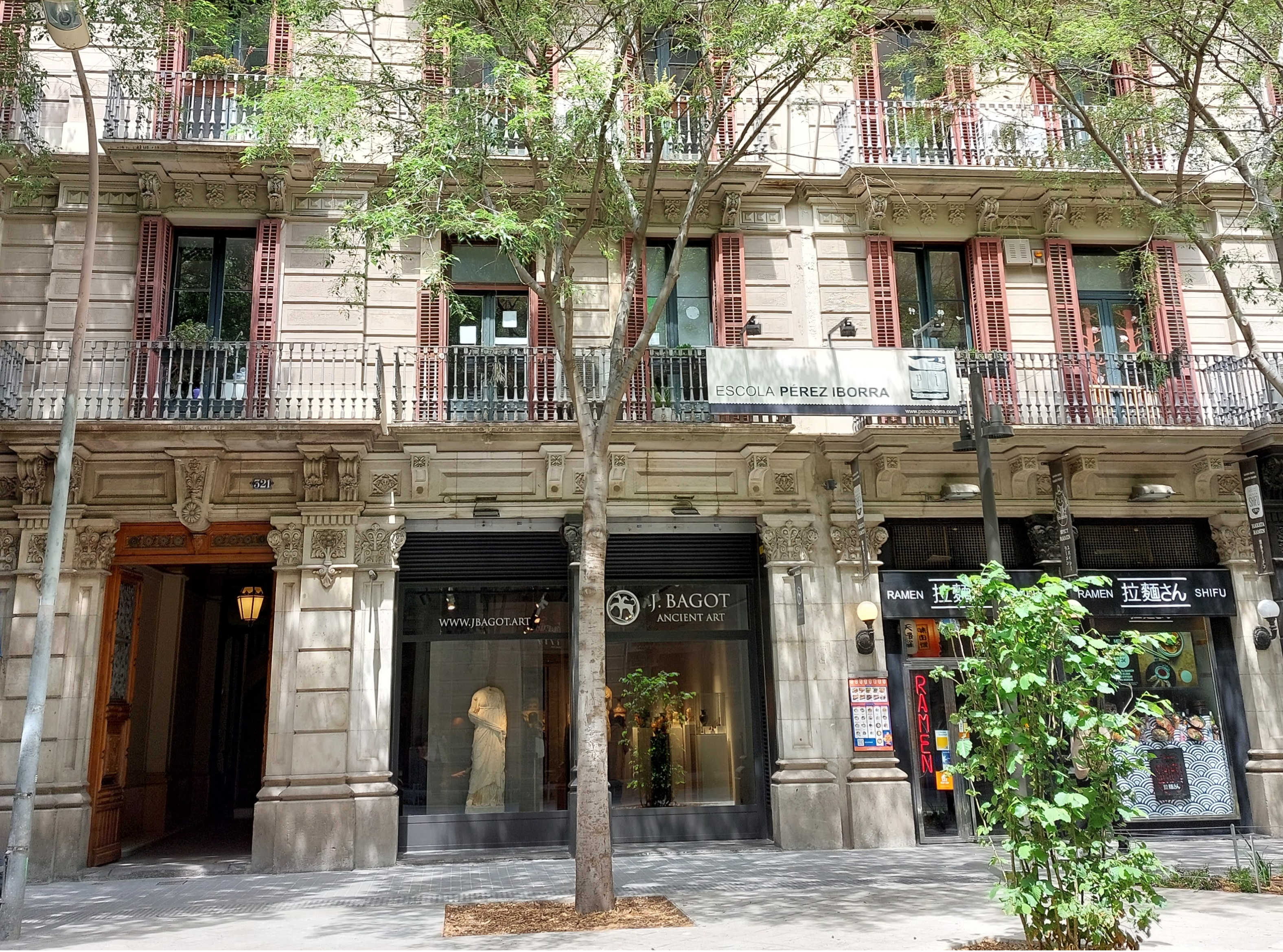
Acadèmia Pérez Iborra, a Barcelona

Arran d'aquesta experiència, el 1939 Montserrat Pérez Iborra va fundar a Barcelona Les Escoles i és que, tot i que n'era una de sola, les autoritats franquistes no permetien que fos mixta. Nois i noies havien d'estar separats i només s'entreveien a través d'una línia separatòria de canyes de bambú en el pati.
Montserrat Pérez Iborra va transmetre a l'escola el seu esperit fort i raonat, emprenedor, modern i laic, la dedicació absoluta i la recerca de la màxima qualitat sempre amb nous mètodes d'aprenentatge i estimulació. A Les Escoles hi han estudiat personatges com Jordi Pujol, Guillermina Motta, Chicho Ibáñez-Serrador, Tomàs Alcoverro, Joan Gràcia i Oliver, Roger Justafré, Sergi Bruguera, Aleix Vidal-Quadras, Marta Balletbò-Coll, Rosa Deulofeu i González, Ana Urdangarín, José Luis Pascual Samaranch, Santi Soteras, J. Alvar Net, Oriol Muntané, Miquel Porter, Jaume Figueres, família Gaspar (Sala Gaspar), etc.
Entre el professorat de Les Escoles podem esmentar Maria Novell, Francesc Gomà i Musté, Victòria dels Àngels, Pilar Meler, Pere Ribera, Ramón Vives, Pilar Vives, Carme Laura-Gil, etc. La tasca de direcció la va seguir el seu fill Gabriel Casas Pérez-Iborra, que ja ha passat el relleu al net, Jordi.